# Битевське сільське поселення
Бите́вське сільське поселення (рос. Бытэвское сельское поселение) — сільське поселення у складі Акшинського району Забайкальського краю Росії.
Адміністративний центр та єдиний населений пункт — село Битев.

## Населення
Населення сільського поселення становить 411 осіб (2019; 438 у 2010, 481 у 2002).